# المنظمة الأوروبية لدراسات ترجمة الشاشة
المنظمة الأوروبية لدراسات ترجمة الشاشة (ESIST) هي منظمة دولية تعمل في مجال الترجمة السمعية البصرية. وفقًا لهذه المنظمة، تشمل ترجمة الشاشة جميع أشكال نقل اللغة في وسائط التواصل المتعددة، بما في ذلك السترجة، والدبلجة، والتعليق الصوتي، والترجمة الفورية للوسائط المتعددة، وسترجة المسرح، والسترجة للمشاهدين الذين يعانون من الصمم أو ضعاف السمع، والوصف الصوتي للمكفوفين و ضعاف النظر.

## التاريخ
تأسست المنظمة في مارس عام 1995 في مدينة كارديف على يد مجموعة من المهنيين والأكاديميين من 15 جامعة أوروبية بهدف دعم التواصل مع المنتجين والمترجمين والموزعين والباحثين العاملين في مجال البث السمعي البصري في أوروبا وفي مجال إنتاج الوسائط المتعددة.
منذ تأسيسها، نشطت المنظمة في تعزيز التعاون الأوروبي في مجال التدريب على الترجمة السمعية البصرية  وتوحيد تطبيقات السترجة على المستوى الأوروبي. في عام 2000، أطلقت المنظمة مشروع السترجة المقارنة، وهو أول مشروع يعمل عل تحليل مقارن لتطبيقات السترجة وقواعدها في جميع البلدان الأوروبية.
في عام 1998، أيدت المنظمة معيار السترجة الجيدة. المعيار عبارة عن مجموعة من التعليمات التي وضعها كلاً من (يان إيفارسون وماري كارول)،  والتي أصبحت معياراً معترفاً بها في هذه المهنة.
في عام 2010، وقعت المنظمة مذكرة تفاهم مع الجمعية الأوروبية لدراسات الترجمة (EST) لتمكين تبادل المعرفة في مجال الترجمة السمعية البصرية.

## جائزة يان إيفارسون
منذ عام 2010، قدمت المنظمة جائزة (يان إيفارسون) للاسهامات القيمة في مجال الترجمة السمعية البصرية. وتمنح الجائزة مرة كل سنتين خلال إقامة مؤتمر اللغات والإعلام في برلين. ويعد (يان إيفارسون) أحد أهم الباحثين المتخصصين في مجال الترجمة السمعبصرية في أوروبا.
تم تقديم الجائزة إلى:
الأسماء الفائزة بالجائزة:
- 2010: يان ايفارسون [16]
- 2012: ماري كارول [17]
- 2014: خورخي دياز سنتاس (كلية لندن الجامعية) [18]
- 2016: إيف غامبير (جامعة توركو) [19]
- 2018: ألين ريمايل (جامعة أنتويرب) [20]